# مارك هيغينز (لاعب كرة قاعدة)
مارك هيغينز (بالإنجليزية: Mark Higgins)‏ هو لاعب كرة قاعدة أمريكي، ولد في 9 يوليو 1963 في ميامي في الولايات المتحدة، وتوفي في 22 مارس 2017 في دولوث في الولايات المتحدة.

## وصلات خارجية
- مارك هيغينز على موقعبيزبول رفرنس.كوم (الدوري الرئيسي) (الإنجليزية)